# Sdružené pošumavské místní dráhy
Sdružené pošumavské místní dráhy byly místní železniční akciovou společností v dnešní České republice, jejíž železniční oblast se nacházela na Šumavě. Vznikla v roce 1908 sloučením dříve nezávislých společností regionálních drah Strakonice–Vimperk a Vodňany–Prachatice. Sídlo společnosti bylo ve Vídni.

## Historie

### Založení
První projekty železnice na jižní Šumavě pocházejí z 70. let 19. století. V té době byla naplánována železnice z Hodkovic nad Mohelkou v severních Čechách k hranicím císařství v Strážném a dále do Pasova. V roce 1873 byla tato trasa stanovena ve státní smlouvě s Bavorskem ale v důsledku hospodářské krize z roku 1873 nebyla tato trasa nakonec realizována. V letech 1875–1876 byla za vládní finance postavena pouze část Rakovník–Protivín.
V následujících letech se rakouský stát pokusil tuto cestu, která byla považována za nezbytnou, realizovat za použití soukromého kapitálu. Stále se však nedařilo přilákat investora pro celou trasu, jednotlivé části projektu byly proto licencovány jako státem garantované místní železnice. To umožnilo značné úspory při výstavbě a provozu jednotlivých tras, takže nyní byli investoři nalezeni téměř pro všechny úseky. V souvislosti s tím byly 8. ledna 1892 zákonem povoleny rozsáhlé výhody pro výstavbu a provoz tratí Strakonice–Vimperk a Vodňany–Prachatice. Kromě státem garantované návratnosti investičního kapitálu ve výši 4 procent byl Českému království také přislíben finanční podíl.

### Místní dráha Strakonice–Vimperk
18. dubna 1892 bylo „přednostovi knížecího schwarzenberského patronátního úřadu Aloisi Nedobitému ve Vimperku ve spolupráci s továrníkem Karlem Ritterem Kralikem von Mayrswalden a majitelem nemovitosti Franzem Mayerem“ uděleno „právo stavět a provozovat lokomotivní železnici, která má být provedena jako standardní železniční trať ze stanice Strakonice dráhy císaře Františka Josefa do Vimperku“. Součástí koncese byl požadavek na okamžité zahájení výstavby linky a její dokončení do jednoho a půl roku. Trať byla otevřena 15. října 1893. Operaci provedly Císařsko-královské státní dráhy (kkStB) pod názvem Místní železnice Strakonice–Vimperk.
22. května 1898 získala místní železnice Strakonice–Vimperk licenci k pokračování na trase přes Lenoru do Volar. Tratě byly otevřeny 6. listopadu 1899 (–Volary), respektive 9. července 1900 (Vimperk–Lenora).

### Místní dráha Vodňany–Prachatice
Současně s místní železnicí Strakonice–Vimperk byla rakouským státem 18. dubna 1892 udělena koncese na místní dráhu Vodňany–Prachatice. I zde byla stanovena podmínka pro okamžité zahájení výstavby trasy a její dokončení do jednoho a půl roku. Trať byla otevřena 15. října 1893. Společnost kkStB ji realizovala pod názvem Místní dráha Vodňany–Prachatice (Lokalbahn Wodňan–Prachatitz).
22. května 1898 získala místní dráha Vodňany–Prachatice konečně licenci k pokračování v cestě do Volar. 16. října 1899 byla trať uvedena do provozu.

### Sdružené pošumavské místní dráhy
V roce 1908 se místní dráha Strakonice–Vimperk propojila se sousední Vodňany–Prachatice. Od té doby společnost změnila název na Sdružené pošumavské místní dráhy. S císařským zákonem č. 36/1908 ze dne 22. února 1908 byl regulován převod udělených koncesí na novou společnost a současně bylo povoleno pokračování tras přes Černý Kříž do Želnavy a ke státní hranici v Novém Údolí. Bylo naplánováno dvouleté období výstavby a nové trasy byly otevřeny 12. června 1910. Společnost byla provozována Císařsko-královskými státními drahami a po první světové válce, od roku 1918, nově založenými Československými státními dráhami (ČSD).
K 1. lednu 1925 byly Sdružené pošumavské místní dráhy státem znárodněny a trasa byla integrována do sítě ČSD.

## Linky
- Strakonice–Volary
  - 15. říjen 1893: Strakonice–Vimperk
  - 9. červenec 1900: Vimperk–Lenora
  - 6. listopad 1899: Lenora–Volary

- Číčenice–Nové Údolí
  - 15. říjen 1893: Vodňany–Prachatice
  - 16. říjen 1899: Prachatice–Volary
  - 12. červen 1910: Volary–Nové Údolí/Haidmühle

- Nová Pec–Černý Kříž
  - 12. červen 1910: Nová Pec–Černý Kříž

Trasy s výjimkou přeshraničního úseku Nové Údolí–Haidmühle, který byl uzavřen v roce 1951, stále existují (k roku 2020).  

## Lokomotivy
Pro dráhu Vodňany–Prachatice zakoupil provozovatel kkStB celkem dvě lokomotivy z řady kkStB 178 a čtyři z řady kkStB 97 . Lokomotivy měly inventární čísla 178.75 a 178.88, respektive 97.62–64 a 97.174–175.
Pro místní dráhu Strakonice–Vimperk získala provozní společnost celkem čtyři lokomotivy z řady 97 kkStB. Lokomotivy měly inventární čísla 97.66-68 a 176-178.

## Zajímavost
- V Novém Údolí byl spolkem Pošumavské jižní dráhy v roce 1999[10] zprovozněn 105 m dlouhý úsek železnice[11][pozn. 1] na bývalém náspu trati z Volar do Pasova.[10] Protože překračuje Údolský potok, jenž tvoří státní hranici s Německem,[12] jde o nejkratší mezinárodní vlakovou trať na světě. U blízkého nádraží je také v letní sezóně možné navštívit železniční muzeum.[10]

## Galerie

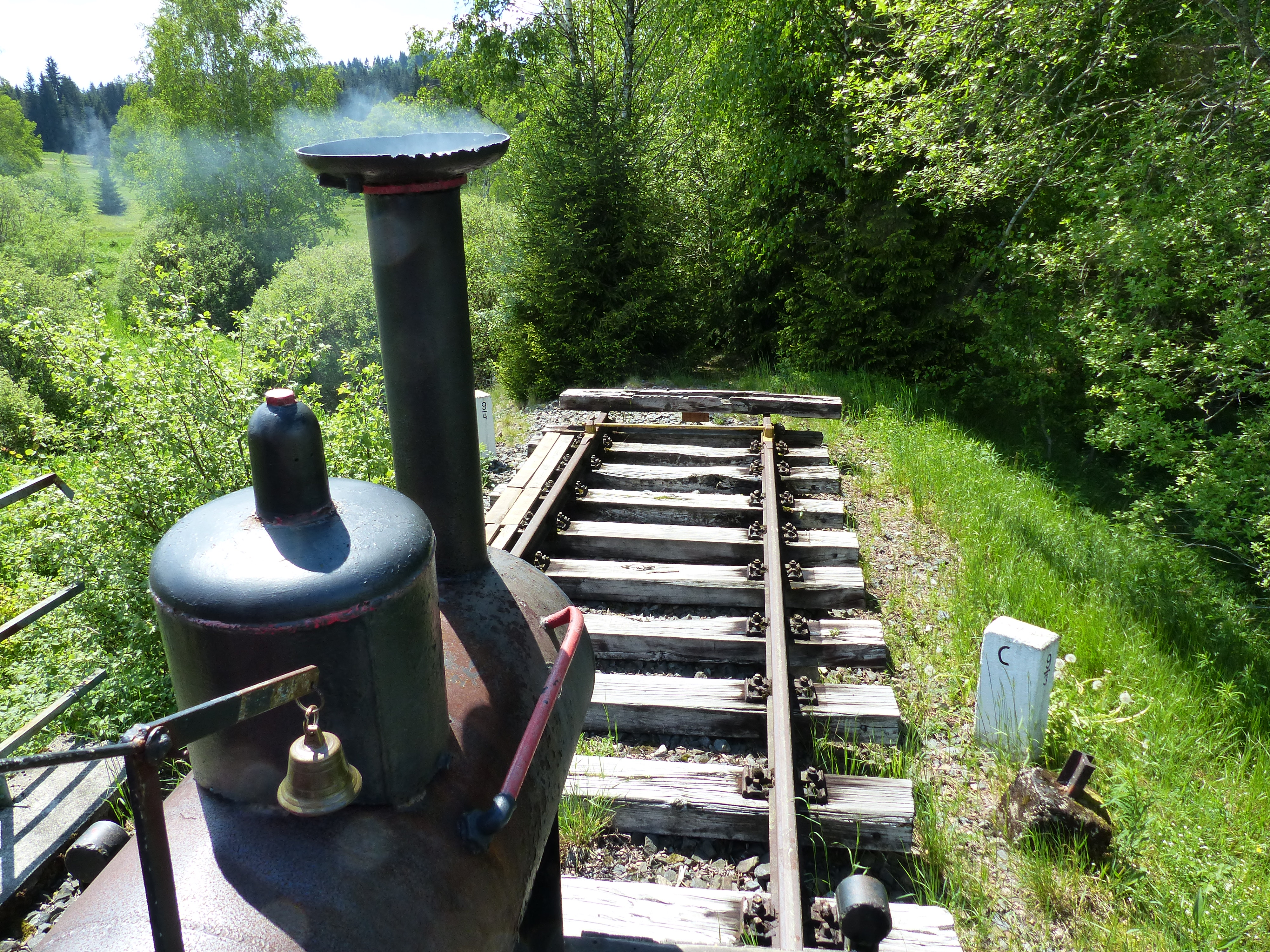
Přeshraniční úsek pošumavské jižní dráhy v Novém Údolí
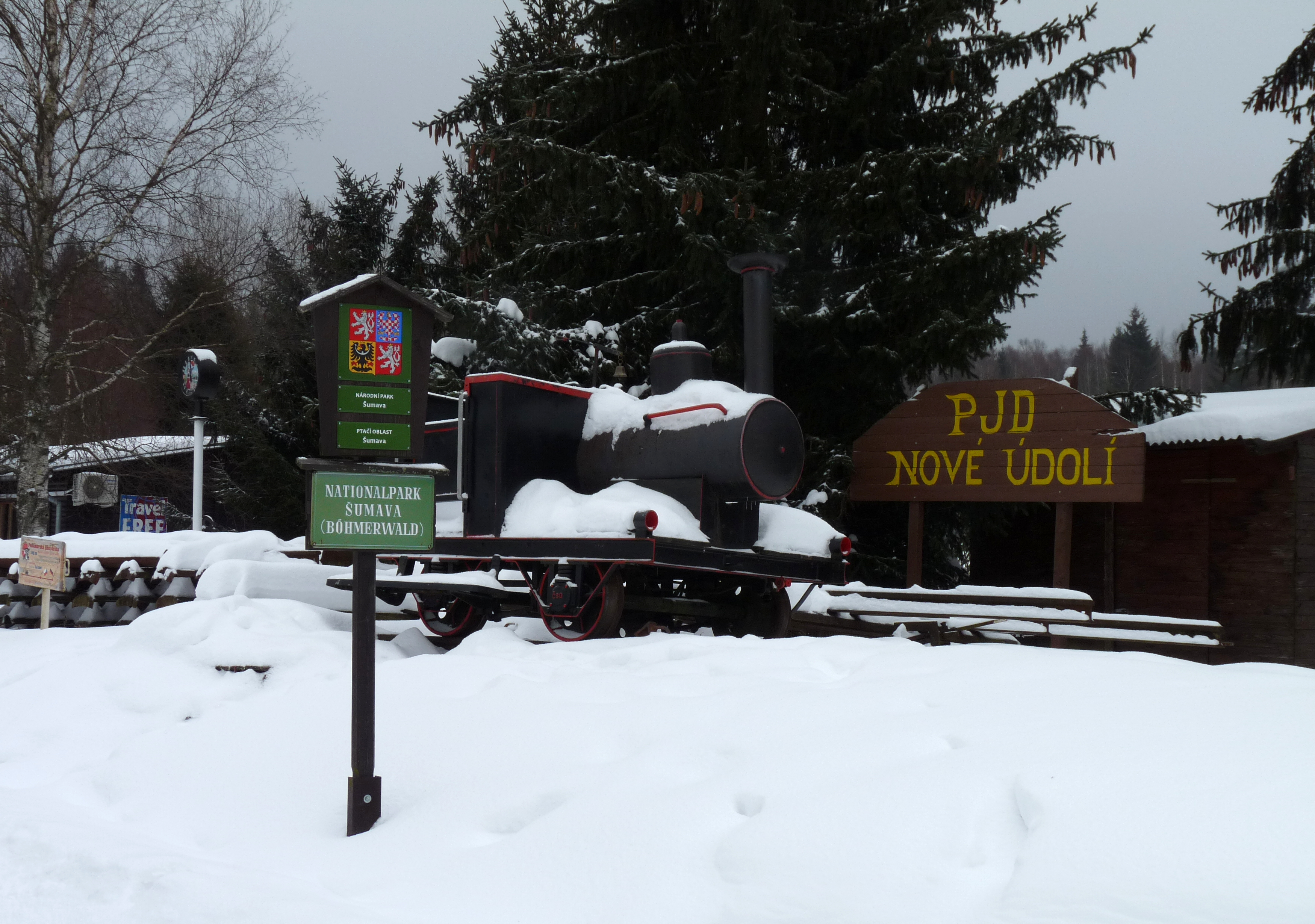
Pojízdná maketa parní lokomotivy
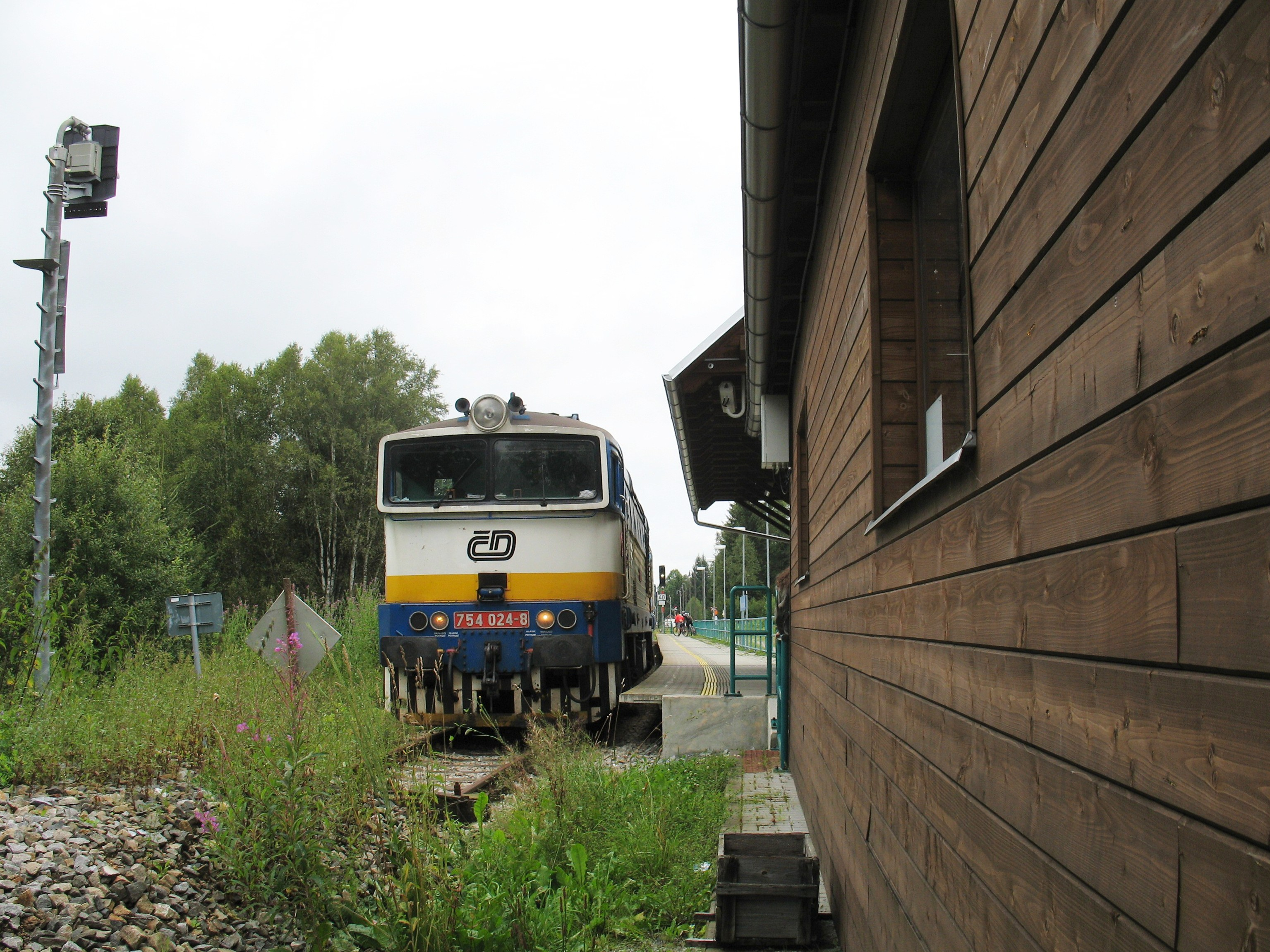
Konec současné tratě v Novém Údolí
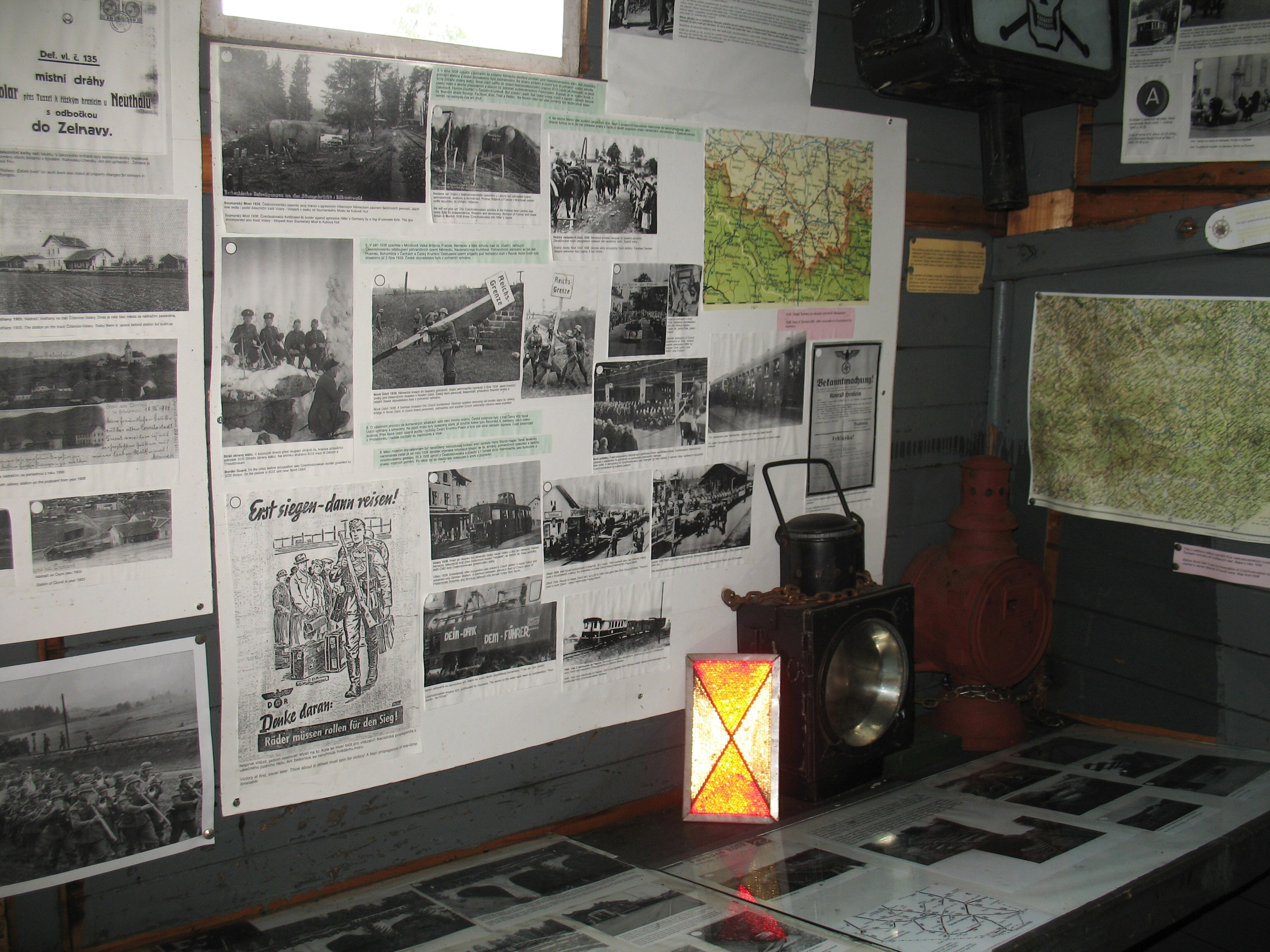
Železniční muzeum v Novém Údolí
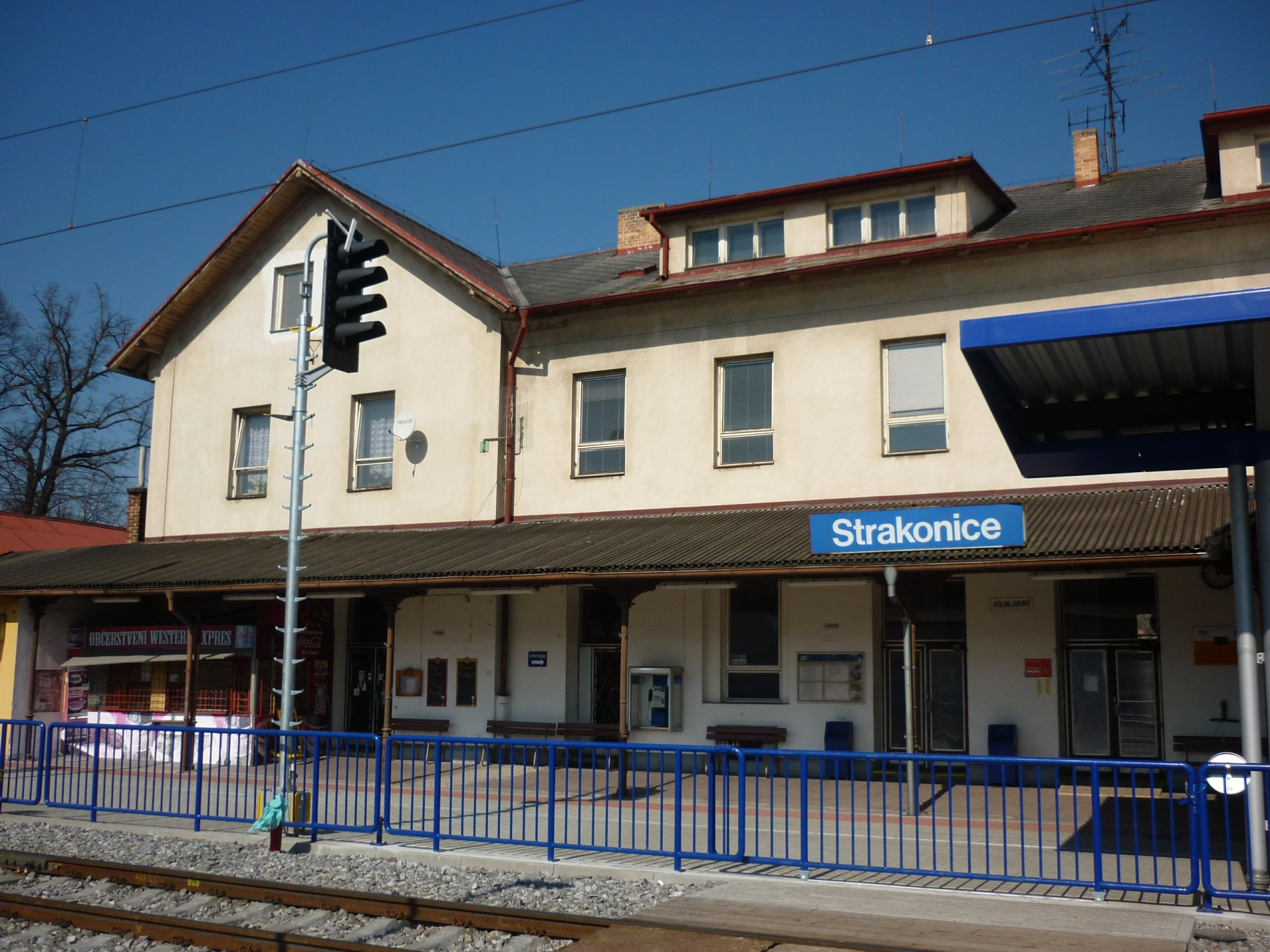
Nádraží ve Strakonicích
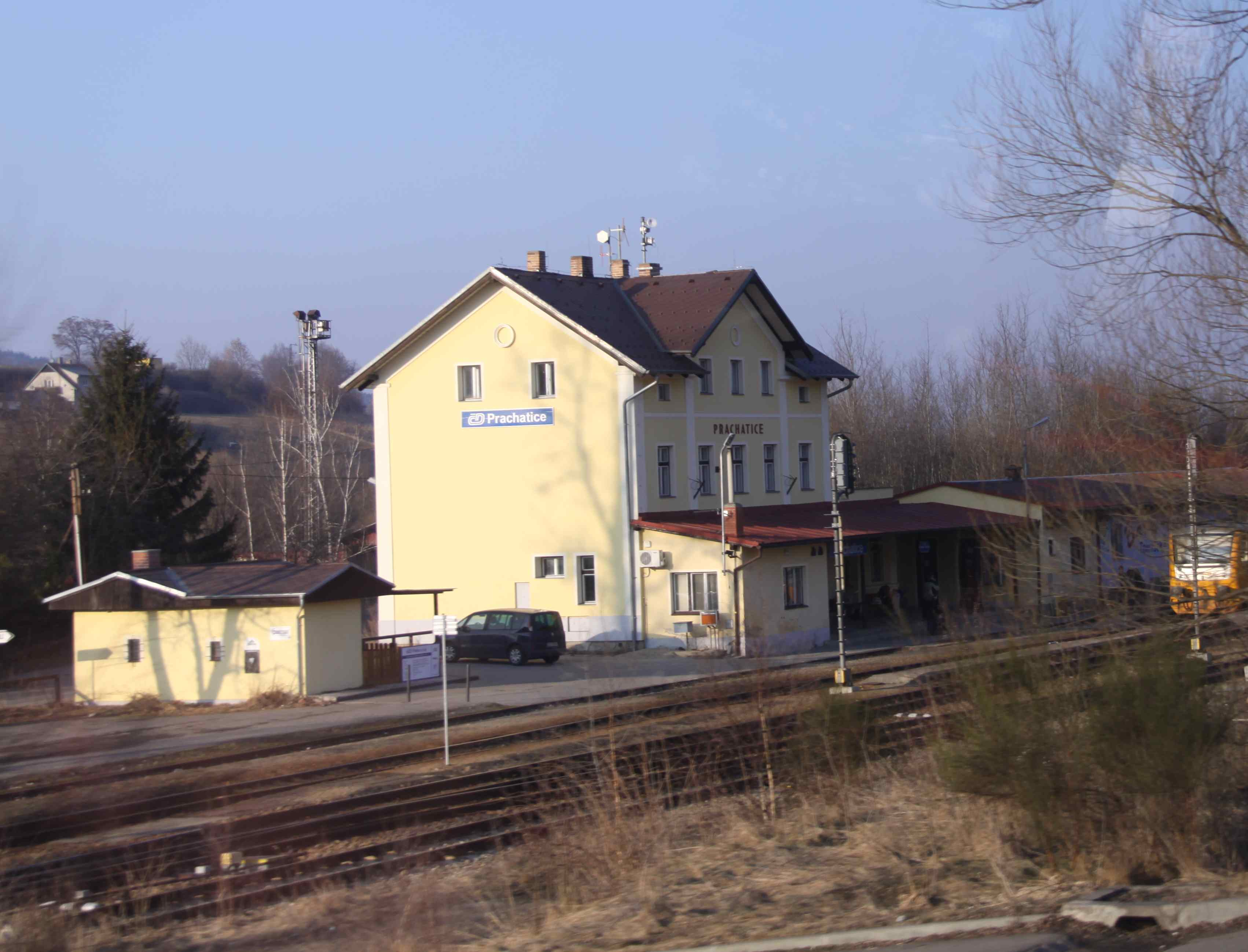
Nádraží v Prachaticích